# Fels am Wagram
Fels am Wagram là một đô thị thuộc huyện Tulln trong bang Niederösterreich, Áo.